# Denis Ducarme
Denis Ducarme (ur. 23 października 1973 w Watermael-Boitsfort) – belgijski i waloński polityk i samorządowiec, parlamentarzysta krajowy, od 2017 do 2020 minister na szczeblu federalnym.

## Życiorys
Syn Daniela Ducarme. Z wykształcenia politolog, ukończył studia na Université Libre de Bruxelles. Zaangażował się w działalność polityczną w ramach Ruch Reformatorskiego. W 2000 został radnym prowincji Hainaut oraz członkiem zarządu miasta Thuin, funkcje te pełnił do 2003.
W 2003 po raz pierwszy został wybrany do Izby Reprezentantów. Z powodzeniem ubiegał się o reelekcję w wyborach w 2007, 2010, 2014, 2019 i 2024. Pełnił funkcję przewodniczącego frakcji poselskiej swojego ugrupowania.
W lipcu 2017 premier Charles Michel powierzył mu stanowisko ministra ds. samozatrudnienia, małych i średnich przedsiębiorstw, rolnictwa i integracji społecznej w rządzie federalnym. W grudniu 2018 otrzymał dodatkowo sprawy z zakresu polityki miejskiej. Pozostał na dotychczasowej funkcji rządowej, gdy w październiku 2019 na czele przejściowego gabinetu stanęła Sophie Wilmès, a także w marcu 2020, gdy Sophie Wilmès utworzyła swój drugi rząd. Zakończył urzędowanie w październiku 2020.